# 王顯忠
王顯忠（1515年—？），字元孝，順天府霸州保定縣人，匠籍，明朝政治人物。

## 生平
嘉靖十三年（1534年）甲午科順天府鄉試第七十九名舉人。嘉靖二十年（1541年）中式辛丑科會試第一百十六名，登第三甲第二十二名進士。改翰林院庶吉士，丁憂歸，服闋，二十三年十一月授户科給事中，二十五年贬山西临晋县知县，二十七年升湖州府同知，三十年升山東佥事。

## 家族
曾祖王興；祖父王宗，倉副使 贈知縣加贈奉政大夫應天府治中；父王誥，奉政大夫應天府治中。前母徐氏（贈宜人）；母徐氏（封宜人）。具庆下。